# 小野興二郎
小野 興二郎 （おの こうじろう、1935年6月22日 - 2007年10月28日）は、昭和期から平成期の歌人。歌誌「泰山木」主宰。

## 経歴
愛媛県上浮穴郡面河村（現・久万高原町）の、豊かではない神官の家に生まれる。松山市の「潮音」系短歌結社「にぎたづ」に参加。その後上京し、明治大学文学部に入学するが、結核にかかり帰郷して肺葉切除を受ける。1957年、北原白秋の流れを汲む、木俣修の歌誌「形成」に参加する。大学卒業後、市川学園（千葉県）の国語科教諭となる。1981年に肝生検のショックで入院し、視力障害を患う。以後、入退院を繰り返しながら、歌作を続ける。その作品は、人間存在の根源について鋭く問いかけるものであり、その美しい文語体の歌は多く人々の共感を得た。
2007年10月28日、肝臓がんのため千葉市の自宅で死去、72歳。
作曲家の源田俊一郎は甥であり、小野の詩に曲をつけている。

## 著書・編著

### 歌集
- 『てのひらの闇』　角川書店〈新鋭歌人叢書〉、1976年
- 『天の辛夷』　角川書店、1979年
- 『紺の歳月』　不識書院、1989年
- 『歳月空間』　不識書院、1989年
- 『森林木語』　不識書院、1994年
- 『今ひとたびの』　不識書院、2000年

### アンソロジー
- 『現代の短歌』　高野公彦編、講談社〈講談社学術文庫〉、1991年
- 『現代短歌の鑑賞101』　小高賢編著、新書館、1999年

### 編集
- 『木俣修歌集』　不識書院〈不識文庫〉、1990年

## 代表歌
- 学びたしと思ふ日暮をさむざむと炭焼く母がよごれ帰り来ぬ　『てのひらの闇』
- 東京に学ぶわれのため伐られたるかの山が見ゆ畑打ちをれば　『てのひらの闇』
- てのひらに握りしめたる闇いまも出立の日の戦慄（をののき）去らず　『てのひらの闇』
- 父よ男は雪より凛（さむ）く待つべしと教へてくれてゐてありがたう　『天の辛夷』
- 生徒らの励ましくるる声きけば癒えて働く日はあるならむ　『歳月空間』
- 木には木の言葉のありてこの夜も星美しと言ひあひてゐむ　『森林木語』